# Ponanella minuenda
Ponanella minuenda är en insektsart som beskrevs av Delong och Freytag 1969. Ponanella minuenda ingår i släktet Ponanella och familjen dvärgstritar. Inga underarter finns listade i Catalogue of Life.